# 德平特
德平特（荷蘭語：De Pinte，荷蘭語發音：[də ˈpɪntə]）是比利时弗拉芒大區东佛兰德省根特區的一个市镇，通行荷蘭語，是弗拉芒社群的一部分，面积17.78平方千米，人口11,046人（2022年1月1日）。

## 友好城市
- 法國 万格勒